# Agustín Guerrero Castillo
Agustín Guerrero Castillo (Ciudad de México; 30 de octubre de 1959) es un político mexicano, economista por la Universidad Nacional Autónoma de México, dirigente del movimiento estudiantil en 1986-87; fue representante del Consejo Estudiantil Universitario (CEU) en la Comisión Organizadora del Congreso Universitario.

## Biografía
Desde agosto de 2015 es integrante de MORENA, Movimiento de Regeneración Nacional.
Vocero de la campaña de Ricardo Monreal Ávila, quien ganó la Jefatura Delegacional en la Delegación Cuauhtémoc en la Ciudad de México.
En marzo de 2015, renunció al PRD, luego de 26 años de militancia en ese partido.
Diputado federal por el PRD en la LXI Legislatura de la Cámara de Diputados, secretario de la Comisión del Distrito Federal y de la Comisión Especial para dar Seguimiento a las Agresiones a Periodistas y Medios de Comunicación en México.
Presidente del PRD en la Ciudad de México y representante de dicho instituto político ante el Instituto Electoral del Distrito Federal de enero de 2003 a abril de 2005, en este periodo dirigió el movimiento en contra del desafuero del entonces Jefe de Gobierno del Distrito Federal, Andrés Manuel López Obrador.
Fue diputado local en la IV Legislatura de Asamblea Legislativa del Distrito Federal de 2006 al 2009, en la que fue secretario de la Comisión de Gobierno. 
Presidente del PRD en la Ciudad de México, de enero de 2003 a abril de 2005, en este periodo dirigió el movimiento en contra del desafuero del entonces Jefe de Gobierno del Distrito Federal, Andrés Manuel López Obrador.
Representante del PRD ante el Instituto Electoral del Distrito Federal, 2004-2005.
Dirigente de la expresión política Izquierda Democrática Nacional (IDN).
En el Partido de la Revolución Democrática (PRD), del que fue miembro convocante, desempeñó cargos como los de Secretario de Acción Electoral del Comité Ejecutivo Estatal del DF, Subsecretario de Acción Electoral del Comité Ejecutivo Nacional y representante del partido ante la Mesa de la Reforma Política del Distrito Federal para el tema de la Reforma Electoral.
Se desempeñó también como Secretario de Planeación Política y Desarrollo Institucional del Comité Ejecutivo Nacional.
En el marco de la resistencia Civil Pacífica en Defensa del Petróleo en 2008, fue nombrado por Andrés Manuel López Obrador, coordinador de la Brigada "Generalísimo Morelos".
Participó en el movimiento estudiantil de 1986-87 en favor de la gratuidad de la educación. Integrante de la Comisión Organizadora del Congreso Universitario en representación del Consejo Estudiantil Universitario CEU.
En 1977 participó en el Partido Mexicano de los Trabajadores al lado de Heberto Castillo y Demetrio Vallejo, figuras mayores de la izquierda mexicana.
Inició su actividad política en 1975, como representante estudiantil en el CCH SUR.